# Ryan Leaf
Pour les articles homonymes, voir Leaf.
Ne doit pas être confondu avec Ryan Leef.
(en) Statistiques sur pro-football-reference
Ryan David Leaf, né le 15 mai 1976 à Great Falls (Montana), est un joueur américain de football américain ayant évolué au poste de quarterback.
Leaf est sélectionné en deuxième choix de la draft 1998 de la NFL par les Chargers de San Diego après un duel avec Peyton Manning pour être sélectionné en première position. Il joue pendant quatre saisons en National Football League, échouant à s'imposer dans la ligue. Après avoir été relâché par les Chargers, il tente des piges avec les Buccaneers de Tampa Bay, les Cowboys de Dallas et les Seahawks de Seattle mais n'arrive pas à se faire sa place.
Il se fait remarquer pour des incidents hors du terrain et notamment une altercation avec un journaliste, de faibles performances sur le terrain et des blessures. Il est désigné comme l'un des plus mauvais choix de draft de l'histoire de la NFL.
Après la fin de sa carrière, il continue à faire parler de lui avec des affaires judiciaires. En 2010, il est condamné à 10 ans de probation pour des problèmes avec la drogue. En 2012, il est condamné à 5 ans d'emprisonnement pour s'être introduit dans un domicile pour voler des prescriptions de médicaments. Il est libéré de prison en 2014.

## Biographie

### Carrière universitaire
Après avoir joué pour l'école Charles M. Russell High School dans sa ville natale de Great Falls dans le Montana, Ryan Leaf envisage de jouer au niveau universitaire comme linebacker pour les Hurricanes de Miami. Il choisit finalement de s'engager au sein des Cougars de Washington State comme quarterback après avoir été appelé par l'entraîneur principal Mike Price, ancien entraîneur de Drew Bledsoe, quarterback historique des Patriots de la Nouvelle-Angleterre, lui promettant qu'il irait au Rose Bowl s'il les rejoint, bien que Washington State n'ait pas accéder à ce match annuel depuis 1931. Leaf accepte une bourse d'études pour jouer sous les ordres de Price.
Pendant son cursus universitaire, il a joué 32 matchs pour les Cougars, dont 24 comme titulaire. À sa troisième saison, en 1997, il réalise une moyenne de 330,6 yards à la passe par match en plus de battre un record au sein de la division Pac-10 en réalisant 34 passes de touchdowns. Il mène Washington State à leur tout premier titre de championnat de la Pac-10. Malgré les bonnes performances de Leaf, son équipe se fait battre 21 à 16 par les Wolverines du Michigan au Rose Bowl de 1998.
Il figure parmi les finalistes pour l'obtention du trophée Heisman, remis au meilleur joueur de football américain de la NCAA et termine finalement troisième dans les votes derrière Charles Woodson et Peyton Manning,. Désigné joueur offensif de l'année de la Pac-10, il est nommé dans la première équipe All-America par le Sporting News et possède la deuxième meilleure évaluation au sein de la NCAA,. Ses performances au Rose Bowl lui permettent d'ailleurs d'être un premier choix potentiel à la draft de la NFL. Il renonce ainsi à jouer une dernière saison universitaire avec les Cougars et participe à la draft de 1998.

### Carrière professionnelle

#### Draft 1998 de la NFL
Leaf et Peyton Manning sont largement considérés comme les deux meilleurs joueurs disponibles pour la draft 1998 de la NFL, et de nombreux analystes débattent sur qui devrait être sélectionné en premier,. Plusieurs favorisent Leaf en raison la force de son bras et d'un plus grand potentiel,, tandis que d'autres préfèrent Manning en tant que joueur plus mature et un choix plus sûr. Néanmoins, de nombreux observateurs croient que cela n'a pas grande importance entre qui est sera choisi premier entre Leaf et Manning, car chacun pourrait grandement être profitable à leur équipe.
Les Colts d'Indianapolis détiennent le premier choix pour cette draft. Les recruteurs de la franchise préfèrent Leaf alors que le président des Colts Bill Polian (en) et les entraîneurs de l'équipe préfèrent Manning, notamment après avoir découvert son lancer plus fort que celui de Leaf. Manning a également impressionné durant son rendez-vous, que Leaf a manqué. Leaf est ainsi décrit comme « confiant au point où certaines personnes le considèrent arrogant et presque odieux ».
Les Chargers de San Diego ont besoin d'un nouveau quarterback après avoir été l'équipe ayant inscrit le moins de touchdowns dans la NFL la saison dernière. Le 12 mars, pour obtenir le deuxième choix, ils échangent le troisième choix qu'ils détiennent, un futur choix de premier tour, un choix de deuxième tour ainsi que les joueurs Eric Metcalf et Patrick Sapp aux Cardinals de l'Arizona, assurant ainsi aux Chargers de pouvoir repêcher un des deux quarterbacks qui ne sera pas choisi par les Colts. Manning est finalement le premier joueur choisi lors de la draft par les Colts, et Leaf est le deuxième choix par les Chargers. Après avoir été repêché, il déclare « avoir hâte de connaître une carrière de 15 ans, quelques participations au Super Bowl et un défilé à travers le centre-ville de San Diego »,. Pour célébrer sa sélection, il s'envole à Las Vegas avec le jet privé du propriétaire des Chargers, Alex Spanos, pour faire la fête toute la nuit. Le lendemain, lors de sa conférence de presse de présentation sous le maillot des Chargers, il ne peut s'empêcher de bailler. Fin juillet, il signe un contrat de quatre ans pour un montant de 31,25 millions dont une prime à la signature de 11,25 millions garantis.

#### Débuts avec les Chargers de San Diego

##### Première saison compliquée (1998)
Avant le début de la saison 1998, il manque le dernier jour du symposium obligatoire pour les recrues de la NFL et reçoit une amende de 10 000 dollars en raison de cela,.
Après avoir impressionné pendant les rencontres de préparation à la saison régulière, Leaf devient le quarterback titulaire des Chargers de San Diego. Lors des deux premiers matchs de la saison, il mène son équipe à la victoire. Les Chargers remportent le premier match de la saison face aux Bills de Buffalo sur le score de 16 à 14 malgré un fumble et deux interceptions de Leaf. Il lance une passe pour une touchdown de 6 yards de Bryan Still (en) après avoir complété une passe de 67 yards avec ce même Still, permettant de donner une avance de dix points à San Diego. Plus tard dans la rencontre, il fait une erreur et est intercepté, faisant que son équipe se retrouve menée 14 à 13 avant de gagner en fin de match. Pour ses débuts dans la ligue, Leaf complète 16 de ses 31 passes pour 192 yards. Lors du match suivant, il réussit 13 de ses 24 passes tentées pour 179 yards dans la victoire 13 à 7 contre les Oilers du Tennessee.
Lors de son troisième match, dans une défaite contre les Chiefs de Kansas City, Leaf ne complète qu'une seule passe sur 15 tentatives, lance deux interceptions et échappe quatre fumbles. Le 17 septembre, trois jours avant ce match, il est hospitalisé à cause d'un virus, qui est dû aux fibres infectées d'une pelouse artificielle qui ont affecté sa peau et ses glandes lymphatique,. Il ne se relève pas de cette mauvaise performance la semaine suivante face aux Giants de New York. Il lance quatre interceptions lors de la première moitié de match et l'entraîneur Kevin Gilbride (en) le retire du match en faveur de Craig Whelihan (en).
Le 4 octobre, les deux premiers choix de la dernière draft, Ryan Leaf et Peyton Manning, s'affrontent pour la première fois, un duel grandement attendu. Dans la victoire des Colts d'Indianapolis sur le score de 17 à 12, les deux quarterbacks complètent 12 passes sur 23 tentatives chacun et sont interceptés à une reprise. Bien que Leaf ait réalisé 160 yards à la passe (23 de plus que Manning), le match tourne à l'avantage de Manning qui marque un touchdown à la passe et qui ne subit aucun sack, alors que Leaf est mis au sol quatre fois par la défense adverse. Dans les deux dernières minutes de jeu, alors que San Diego est mené 14 à 6, Leaf rassure en réussissant une passe de 56 yards pour Charlie Jones (en) que l'attaque conclut par un touchdown à la course d'un yard de Natrone Means (en). Leaf lance une passe incomplète à Webster Slaughter (en) et manque la transformation de deux points.
Le 8 novembre, Leaf est remplacé par Whelihan au cours de la rencontre contre les Broncos de Denver après n'avoir complété que 4 passes sur 15. Whelihan devient par la suite le quarterback titulaire pour le restant de la saison. Leaf connaît une première saison difficile avec 1 289 yards lancés à la passe, seulement 45,3 % de passes complétées, deux touchdowns inscrits à la passe pour quinze interceptions concédées et une faible évaluation de seulement 39.
Leaf connaît de mauvaises relations avec les médias et ses coéquipiers, à qui il a tendance à blâmer pour ses mauvaises performances. Dans les vestiaires, il est pris en train de crier « Don't talk to me, alright? Knock if off! » à un journaliste du San Diego Union-Tribune avant d'être maîtrisé par son coéquipier Junior Seau.

##### Grave blessure à l'épaule et saison manquée (1999)
Le 23 juillet 1999, au début du premier entraînement des Chargers de la saison, Leaf se blesse à l'épaule. Il subit trois jours plus tard une opération pour réparer un labrum déchiré dans son épaule droite et doit manquer toute la saison 1999,. Durant les camps d'entraînement en août, un supporteur chahute Leaf en lui disant « Hé Ryan, tu es le pire choix de draft de l'histoire de la NFL. Tu fais paraître Heath Shuler comme un all-star. ». Leaf, accompagné par un entraîneur et un garde de sécurité, marche vers le supporteur et lui pose une question. Alors que le joueur et le supporteur se dirigent l'un vers l'autre, deux entraîneurs et un autre employé des Chargers contrôlent Leaf pour lui éviter une nouvelle altercation.
Il est placé sur la liste des blessés, mais fait les titres en novembre après une dispute avec le directeur général Bobby Beathard et un des entraîneurs, ce qui lui vaut une amende, une suspension sans salaire et des excuses de sa part quatre semaines plus tard,. Durant sa suspension, il est filmé en train de jouer au flag football dans un parc de San Diego, ce qui constitue une violation dans son contrat.

##### Maladresse, blessure et interceptions (2000)
Lors du dernier match de la présaison 2000, Leaf complète une passe à Trevor Gaylor (en) pour donner la victoire 24 à 20 aux Chargers contre les Cardinals de l'Arizona. Après le match, il figure sur la une de l'édition du 4 septembre 2000 du Sports Illustrated avec pour titre « Back from the Brink ». Il est titulaire pour les deux premiers matchs de la saison, mais complète moins de la moitié de ses passes et a lancé cinq interceptions pour seulement un touchdown. Lors du match d'ouverture, le 4 septembre, lors d'une défaite 9 à 6 contre les Raiders d'Oakland, il complète 17 passes sur 39 tentées pour 180 yards et a été victime de trois interceptions, dont une qui permet la victoire des Raiders alors qu'il restait une minute et 37 secondes à faire au match. Après le match, la main gauche de Leaf est enflée, et un plaquée du joueur adverse Regan Upshaw (en) lui cause une coupure au menton qui nécessite au moins sept points de suture. Le match suivant, une défaite 28 à 27 contre les Saints de La Nouvelle-Orléans, il complète 12 de ses 24 passes pour 134 yards en plus d'une passe de touchdown, mais lance deux interceptions, incluant un aux dernières secondes du match qui met fin aux espoirs de victoire.
L'entraîneur principal Mike Riley (en) décide de mettre Moses Moreno (en) comme partant au lieu de Leaf pour le troisième match, mais ce dernier entre dans le match plus tard après une blessure à l'épaule de Moreno. Leaf se blesse au poignet lors du quatrième match après avoir lancé une passe interceptée et ne revient au jeu que durant la semaine 11, lors du dixième match. Lors du mois d'octobre, Leaf doute qu'il sera de retour avec les Chargers pour la prochaine saison et spécule que l'équipe pourrait le libérer après la saison. Durant le même mois, des informations croient que Leaf aurait menti à propos de sa blessure pour ne pas participer aux entraînements afin d'aller jouer au golf à la place.
De retour le 12 novembre, lors du dixième match de la saison, il vient en remplacement de Moreno à mi-temps. Il subit une interception à son quatrième snap, puis parvient à réaliser un touchdown, mais doit quitter le match avec environ une minute à faire après s'être blessé à un muscle ischio-jambier. Il s'agit du premier match depuis 1993 où trois quarterbacks d'une même équipe — qui sont en l'occurrence Moreno, Leaf et Jim Harbaugh — lancent au moins une interception dans un match. Le 19 novembre contre les Broncos de Denver, il connaît son meilleur match de la saison, malgré la défaite 38 à 37 de son équipe, où il réalise 311 yards de passe et trois passes de touchdowns pour une évaluation de 111,8. Le 26 novembre, après une fiche d'aucune victoire et onze défaites, il parvient à mener les Chargers à une première victoire cette saison, 17 à 16 contre les Chiefs de Kansas City, match où il réalise deux passes de touchdowns et deux interceptions.
Par contre, les mauvaises prestations de Leaf surgissent à nouveau lorsqu'il lance quatre interceptions le 3 décembre contre les 49ers de San Francisco et ne complète que 9 passes sur 23 la semaine suivante contre les futurs champions du Super Bowl, les Ravens de Baltimore. Il connaît un meilleur match le 17 novembre contre les Panthers de la Caroline lorsqu'il complète 23 passes sur 43 pour 259 yards en plus de réaliser deux touchdowns. Lors du dernier drive des Chargers, avec presque deux minutes restantes au match, Leaf complète une passe de 10 yards à Curtis Conway (en) que les arbitres jugent à six pouces en deçà du end zone. Au first down, une mauvaise communication entre Leaf et le running back Jermaine Fazande (en) cause un fumble et une perte de 8 yards. Lors du dernier match de la saison, le 24 décembre face aux Steelers de Pittsburgh, Leaf réalise une passe de touchdown de 71 yards à Jeff Graham (en), mais son équipe perd le match 34 à 21 et termine la saison avec une 15e défaite.
Leaf conclut la saison 2000 avec 50 % de passes réussies (161 passes réussies sur 322 tentées) pour 1 883 yards, 11 touchdowns et 18 interceptions en 11 parties. Les Chargers ont la pire fiche de la ligue cette saison avec seulement une victoire et quinze défaites. Finalement, les mauvaises performances ont raison de Leaf, puisqu'il est libéré par les Chargers le 28 février 2001.

#### Tentatives avec les Buccaneers, les Cowboys et les Seahawks (2001-2002)
Deux jours après avoir été libéré, il est réclamé le 2 mars 2001 par les Buccaneers de Tampa Bay, qui sont intrigués par son talent physique et prévoient de le développer plus lentement, afin de lui donner plus de temps pour apprendre. Le poignet de Leaf n'est toujours pas guéri et les médecins de l'équipe suggèrent une opération. Après de mauvaises performances durant la présaison, les Buccaneers lui demandent d'être le quatrième quarterback de l'équipe en plus d'accepter un salaire plus bas. Leaf refuse, et il est libéré le 3 septembre, cinq jours avant le début de la saison.
Peu après, il tente sa chance avec les Cowboys de Dallas en signant avec ces derniers. Il est toutefois libéré le 5 septembre après avoir échoué à des examens médicaux de l'équipe. Le 12 octobre, il signe de nouveau avec les Cowboys après une blessure du principal quarterback Quincy Carter (en). Il fait ses débuts avec les Cowboys le 4 novembre contre les Giants de New York en remplaçant Clint Stoerner (en) après que ce dernier ait lancé quatre interceptions. Il est le quarterback titulaire pour les trois matchs suivants, qui sont tous des défaites, et il ne lance qu'une passe de touchdown pour trois interceptions. Après quatre matchs avec les Cowboys, il est libéré de l'équipe le 20 mai 2002.
Le lendemain, il signe avec les Seahawks de Seattle, qui prévoient d'être patients avec Leaf afin que sa blessure au poignet puisse prendre son temps pour guérir. Il prend part aux mini-camps de l'équipe et semble être optimiste avec sa nouvelle équipe, mais il décide de prendre subitement sa retraite sportive, à l'âge de 26 ans, avant le début du camp d'entraînement des Seahawks, n'offrant aucune explication en premier lieu. L'entraîneur principal et directeur général Mike Holmgren déclare que le poignet de Leaf ne dérangeait pas ce dernier, que ce soit avec les Cowboys ou les Seahawks.

### Postérité
Sa carrière aussitôt terminée, Leaf est déjà considéré comme un des plus mauvais choix de draft de l'histoire de la NFL. En 2004, la chaîne ESPN classe Leaf au premier rang des plus grands échecs sportifs des 25 dernières années. Le commenteur de NBC Sports Michael Ventre considère Leaf comme « le plus grand flop de l'histoire du sport professionnel ». Depuis la retraite de Leaf, les journalistes sportifs et analystes décrivent souvent un quarterback de la NFL susceptible d'échouer malgré son haut rang au draft comme « le prochain Ryan Leaf ». En 2010, NFL Network classe Leaf premier parmi les plus mauvais choix de draft de tous les temps parmi les quarterbacks de la NFL, en plus de citer que la seule bonne chose à avoir drafter Leaf pour les Chargers est qu'ils ont pu être en position pour drafter LaDainian Tomlinson, Drew Brees et Philip Rivers. En 2011, Deadspin classe Leaf au sixième rang parmi les pires joueurs de la NFL de tous les temps et déclare que « dire que Leaf est un flop est injuste pour les Blair Thomas et David Carr de ce monde ».
Après s'être retiré du football américain, Leaf retourne à San Diego et devient conseiller financier. En 2004, il reprend ses études à WSU et en sort diplômé avec un baccalauréat en lettres en mai 2005,.
En 2006, il rejoint l'Université West Texas A&M en tant qu'entraîneur des quarterbacks bénévole, faisant le commentaire suivant : « Environ un an après ma retraite de joueur, j'ai décidé que je voulais retourner à l'université, là où j'ai connu les meilleurs moments de ma vie, et de m'impliquer au sein du football universitaire ». Il a également expliqué qu'il s'était mal préparé à la NFL au moment d'avoir été drafté. En avril 2008, dans un reportage de ESPN, il déclare avoir tourné la page sur son passé en plus d'ajouter cela : « Quand jouer au football est devenu un travail, cela m'a fait perdre du lustre. Je suis sorti des projecteurs et la vie n'a jamais été aussi bonne »,. En novembre 2008, il est placé en congé indéfini, puis démissionne le lendemain de son poste d'entraîneur à l'université, pour avoir prétendument demandé à un de ses joueurs une pilule pour une douleur au poignet à la suite de ses anciennes blessures. L'utilisation d'antidouleurs de Leaf date de 2002, lorsqu'il a pris du Vicodin d'un promoteur de boxe après avoir assisté à un match à Las Vegas.
En novembre 2009, il part travailler pour une agence de voyages à Vancouver en Colombie-Britannique,. En septembre 2010, il devient chroniqueur sur le site Cougfan.com en écrivant des articles à propos des Cougars de Washington State, son équipe de football universitaire. Il a rédigé neuf articles durant la saison, qui ont attiré de nombreux fans de WSU. En décembre 2010, il signe un contrat avec Crimson Oak Publishing, maison d'édition basée à Pullman, pour écrire pas moins de trois mémoires. En octobre 2011, Leaf sort son premier livre sous Crimson Oak, 596 Switch: The Improbable Journey from The Palouse to Pasadena, dans lequel il relate l'équipe de Washington State de 1997 qui a accédé au Rose Bowl de 1998.
Sobre depuis 2012, il travaille désormais comme représentant pour Transcend Recovery Community, un groupe de centres de désintoxication actif à Los Angeles, Houston et New York,. Il a mis sur place une fondation nommé Focused Intensity Foundation dans le but d'aider les personnes n'ayant pas les moyens de s'offrir des traitements en lien avec leurs problèmes de dépendances ou de santé mentale.
En avril 2018, il a rédigé un article sur The Players' Tribune, nommé Letter to My Younger Self, qui décrit sa brève carrière dans la NFL et sa vie après le football américain.

### Inculpations judiciaires
En mai 2009, Leaf est accusé de cambriolage et de charges en lien avec des substances interdites au Texas alors qu'il est en cure de désintoxication en Colombie-Britannique. Alors qu'il tente d'aller au Texas pour se rendre, il est arrêté par des agents de douane à la frontière d'entrée des États-Unis depuis le Canada,. Toutefois, son avocat Jeffrey Lustick réussit à bloquer le processus d'extradition, autorisant Leaf à se rendre au Texas en toute légalité. Son avocat parvient ensuite à faire rejeter avec préjudice l'action fugitive de l'État de Washington contre Leaf. Après avoir déposé une caution de 45 000 dollars dans l'État de Washington pour des accusations criminelles au Texas en juin 2009, il plaide coupable en avril 2010 à Amarillo au Texas à sept chefs d'accusation pour avoir obtenu des substances contrôlées de manière frauduleuse et un chef d'accusation pour livraison de substance contrôlée simulée. Il est ainsi condamné à 10 ans de probation et une amende de 20 000 dollars.
Le 30 mars 2012, il est arrêté dans son domicile à Great Falls pour cambriolage, vol et possession de drogue. Quatre jours plus tard, il est de nouveau arrêté pour cambriolage, vol et deux charges criminelles de possession de drogues dangereuses. Fin avril 2012, les autorités du Texas ont émis deux mandats d'arrestation contre Leaf, en déclarant qu'il est un fugitif de la justice et ils établissent sa caution à 126 000 dollars. Dans le cadre d'une négociation de peine le 8 mai 2012, il plaide coupable à un chef d'accusation de cambriolage ainsi qu'un chef d'accusation de possession de drogue dangereuse.
Le 19 juin 2012, il est condamné à sept ans en garde à vue par la Montana Department of Corrections, avec deux ans suspendus s'il se plie aux conditions de la juge. Il doit passer les neuf premiers mois de sa sentence dans un centre de réadaptation en dépendance à Lewistown au Montana, mais en janvier 2013, il est renvoyé du centre, et est envoyé dans la prison d'État du Montana après avoir été coupable de « comportements qui enfreignent ses conditions de traitement » et a également été accusé d'avoir menacé un employé du centre.
En mai 2014, il est incarcéré dans le centre correctionnel Crossroads à Shelby. Le 9 septembre 2014, un juge du Texas condamne Leaf à cinq ans d'emprisonnement pour avoir violé les termes de sa période probatoire, mais donne crédit pour le temps passé en prison au Montana. Il est libéré de prison le 3 décembre 2014.

### Vie privée
En février 2001, il se marie avec Nicole Lucia, cheerleader des Chargers. Le couple se sépare en novembre 2003 puis divorce. Depuis sa sortie de prison, il est fiancé à Anna Kleinsorge, ancienne joueuse de volley-ball des Hoyas de Georgetown. Le couple donne naissance à un premier enfant en octobre 2017, un garçon nommé McGyver Fitzgerald Leaf.
Son jeune frère, Brady, a joué comme quarterback au niveau universitaire pour les Ducks de l'Oregon de 2005 à 2007,.

## Statistiques

### Université
| Année  | Équipe           | MJ     |         | Passes   | Passes | Passes | Passes | Passes | Passes | Passes  |       | Courses | Courses | Courses | Courses |
| Année  | Équipe           | MJ     | Tentées | Réussies | Pct.   | Yards  | TD     | Int.   | Éval.  | Tentées | Yards | Moy.    | TD      |         |         |
| 1995   | Washington State | 9      | 97      | 52       | 53,6   | 654    | 4      | 1      | 121,8  | 22      | 13    | 0,6     | 2       |         |         |
| 1996   | Washington State | 11     | 373     | 194      | 52,0   | 2 811  | 21     | 12     | 127,5  | 69      | -136  | -2,0    | 6       |         |         |
| 1997   | Washington State | 12     | 410     | 227      | 55,4   | 3 968  | 34     | 11     | 158,7  | 82      | -48   | -0,6    | 6       |         |         |
| Totaux | Totaux           | Totaux | 880     | 473      | 53,8   | 7 433  | 59     | 24     | 141,4  | 173     | -171  | -1,0    | 14      |         |         |

### NFL
| Année  | Équipe                | MJ     |                                    | Passes                             | Passes                             | Passes                             | Passes                             | Passes                             | Passes                             | Passes  |       | Courses | Courses | Courses | Courses |
| Année  | Équipe                | MJ     | Tentées                            | Réussies                           | Pct.                               | Yards                              | TD                                 | Int.                               | Éval.                              | Tentées | Yards | Moy.    | TD      |         |         |
| 1998   | Chargers de San Diego | 10     | 245                                | 111                                | 45,3                               | 1 289                              | 2                                  | 15                                 | 39,0                               | 27      | 80    | 3,0     | 0       |         |         |
| 1999   | Chargers de San Diego |        | Ne joue pas à cause d'une blessure | Ne joue pas à cause d'une blessure | Ne joue pas à cause d'une blessure | Ne joue pas à cause d'une blessure | Ne joue pas à cause d'une blessure | Ne joue pas à cause d'une blessure | Ne joue pas à cause d'une blessure |         |       |         |         |         |         |
| 2000   | Chargers de San Diego | 11     | 322                                | 161                                | 50,0                               | 1 883                              | 11                                 | 18                                 | 56,2                               | 28      | 54    | 1,9     | 0       |         |         |
| 2001   | Cowboys de Dallas     | 4      | 88                                 | 45                                 | 51,1                               | 494                                | 1                                  | 3                                  | 57,7                               | 4       | -7    | -1,8    | 0       |         |         |
| Totaux | Totaux                | Totaux | 655                                | 317                                | 48,4                               | 3 666                              | 14                                 | 36                                 | 50,0                               | 59      | 127   | 2,2     | 0       |         |         |

### Citations originales
1. ↑  « I'm looking forward to a 15-year career, a couple of trips to the Super Bowl and a parade through downtown San Diego »
2. ↑  « Hey, Ryan, you're the worst draft choice in NFL history. You make Heath Shuler look like an All-Star. »
3. ↑  « About a year after I retired from playing, I decided that I wanted to get back to college, where I had the greatest time of my life, and to get involved with college football. »
4. ↑  « When playing football became a job, it lost its luster for me. I kind of got out of the spotlight, and life's never been this good. »

## Pour approfondir